# Contes de Fraimbois

Les Contes de Fraimbois sont un ensemble d'histoires prenant place à la fin du XIXe siècle dans le village lorrain de Fraimbois, et publiées sous forme de cartes postales.

## Contes
Les 76 contes sont publiés, de 1900 (ou 1901) jusqu'à l'entre-deux guerres, sur 95 cartes postales différentes par un libraire de Lunéville, Émile Bastien. Compilés par l'ancien instituteur du village Athanase Grandjacquot — que la tradition locale désigne comme en étant l'auteur —,, ils sont rédigés en patois de Lorraine-centre et témoignent de la vie quotidienne de l'époque.

## Liste des contes
1. Les Aliénés de Fraimbois
2. L’Âne du père Sigri
3. Les Apôtres voleurs (2 cartes)
4. L'Arrivée de Monseigneur
5. Les Blés qui f…ichent le camp !
6. Le Bœuf rôti
7. Le Bouc de Fraimbois (2 cartes)
8. Les Cabinets de M. le Maire. (3 cartes)
9. Le Chapelet de la Brigitte
10. La Chaufferette (2 cartes)
11. Le Clocher (2 cartes)
12. Le Cochon du maire de Fraimbois (2 cartes)
13. Le Code
14. La Confession du Coliche
15. La Cougie
16. Le Crachoir
17. La Cruche d'huile
18. C'est le diable qui a créé le monde
19. Le Diable à l'église
20. Le Doigt du saint
21. L’Élection d'un maire
22. L’Encensoir
23. De l’influence des épinards sur la pleine lune
24. Les Erliques
25. La Façon de faire cuire la viande
26. La Femme qui se noie (2 cartes)
27. Les Fraimboisiens allant apprendre le français (2 cartes)
28. La Franc-maçonnerie (2 cartes)
29. Les Bians Frominges
30. La Guérite (2 cartes)
31. L'Homme qui ne craint pas sa femme
32. Le Juge de paix de Haroué (2 cartes)
33. Le Lapin tricolore
34. Le Lièvre de M. le Curé
35. Le Loup crevé
36. Un maire dégourdi
37. Le Maire sans tête
38. Le Maire et le petit Bon Dieu (2 cartes)
39. La Manière de se compter à Fraimbois
40. La Manière de rentrer les noix
41. Monseigneur, le dragon et la bourrique
42. La Moutarde
43. Histoire du premier Noyer
44. L'Œuf de poulain (3 cartes)
45. Les Oiseaux
46. Du haut du Paradis
47. Lo Pat de la mère Minette
48. Le Pet-de-nonne
49. La Pipe de la Pélagie
50. Un bon placement
51. Le Poivre
52. Les Pommes cuites
53. Les Pommes de terre de la mère Minique
54. La Pompe à incendie
55. Le Pont de Fraimbois
56. Les Pots de lait (2 cartes)
57. Le Prussien et le petit gamin
58. La Punition du loup
59. Le Q de Quatherine
60. Le Râteau
61. Histouère de let grande Révolution (2 cartes)
62. Le Rouleau
63. Le Saint-Esprit
64. Le Sifflet du chasseur
65. Lo piat s'lot (Le Jeune de soleil)
66. Le Télégraphe (2 cartes)
67. Le Bon temps
68. Le Tonneau d'eau
69. Le Premier Train du Pipiche
70. La Trouche
71. Le Troupeau d'oies
72. La Vache du maître d'école
73. La Vache qui fait un pompier, ou le veau pompier
74. V'diro ca qu'ça meu !
75. La Veilleuse (2 cartes)
76. Le Vin du curé de Fraimbois